# Teodor Canet
Josep Teodor Canet y Menéndez (Ciudadela de Menorca, 1877 - Ciudadela, 1936) fue un político de Menorca (España), miembro de Unión Republicana. Fue elegido diputado provincial por Baleares entre 1912-1922; y diputado a Cortes en las elecciones generales de 1923, 1931 y 1933.
Durante el período que comprende la Segunda República y junto a Joan Manent Victory (1880-1936) fue un personaje político clave en la política balear. En las elecciones de 19 de noviembre de 1933 la Unión Republicana de Menorca consigue el apoyo de los conservadores, adhiriéndose al programa del Partido Republicano Federal. En un contexto de crisis industrial que afectaba sobre todo las industrias de calzado y bisutería, Canet trabajó para concretar una serie de obras públicas del Estado encaminadas a dar ocupación a los obreros en paro forzoso. Suya fue también la defensa en las Cortes Españolas de la industria zapatera ante el desembarco de la firma checoslovaca Bata Ltd. en el mercado nacional. Su viraje a favor de las tesis de Alejandro Lerroux llevó a Unión Republicana de Menorca a ingresar en las filas del Partido Republicano Radical. 
Su amistad con personas de la derecha cedista menorquina -como el diputado de la CEDA Tomás Salort y de Olives, asesinado en Madrid en agosto de 1936- y su supuesta participación en la disolución de la comisión gestora de Ciudadela la mañana del 19 de julio, lo que no ha sido confirmado de manera fehaciente, fue lo que, según algunas versiones que pretenden justificar su muerte violenta, habría sido el detonante de su asesinato el 14 de agosto de 1936 a manos de grupos de milicianos anarquistas en la Costa de Sa Quadra de Ferrerías, junto con otras cuatro personas que habían sido detenidas. Fueron engañados al decirles que los conduncirían a Mahón para prestar declaración, pero les obligaron a bajar del automóvil y fueron asesinados en la carretera. Sus cuerpos quedaron tendidos en la cuneta. Al día siguiente fueron inhumados en el cementerio de Ferrerías y al concluir la Guerra Civil fueron trasladados a Ciudadela.